# Perasia moxa
Perasia moxa là một loài bướm đêm trong họ Noctuidae.